# Vlastík Plamínek
Vlastík Plamínek, vlastním jménem Vlastimil Brůček (* 1961), je český kartář, herec, léčitel a numerolog.
V mládí se vyučil přístrojovým optikem v Turnově, kde tou dobou pracoval. Posléze se jako optik živil, později však začal pracovat jako vlakvedoucí na dráze. Později začal pracovat jako novinář v místním turnovském deníku. Kolem roku 1995 se však začal živit jako kartář a léčitel. Absolvoval kurz na Astrologicko-léčitelské škole v Praze a studium na Pražské vysoké škole psychosociálních studií.
Známým se stal zejména jako jedna z postav pořadu Volejte věštce, kde se stal charakteristickým pro své bubnovací rituály.
Pravidelně se účastní různých talkshow a zábavních pořadů a také pořadů zaměřených na kartářství a léčitelství. Například v roce 2024 se zúčastnil televizní soutěže Na lovu na TV Nova.